# Dominique Leroy
Dominique Leroy (Elsene, 8 november 1964) is een Belgische zakenvrouw die van 2014 tot 2019 de CEO was van het telecommunicatiebedrijf Proximus Groep. Ze werd de eerste vrouw die het bedrijf leidde en was op dat moment de enige vrouwelijke CEO onder de bedrijven in de Belgische BEL 20-beursindex. Sinds haar vertrek bij Proximus fungeert Leroy als onafhankelijk adviseur voor diverse bedrijven en zet ze haar bestuursmandaten verder bij o.m. Ahold Delhaize en Saint-Gobain.

## Biografie
Leroy behaalde de graad van handelsingenieur aan de Solvay Brussels School of Economics and Management van de Université libre de Bruxelles in 1987.
Leroy begon haar carrière bij Unilever en haar toenmalige dochtermaatschappijen Hartog en Union, die in 1995 gefuseerd werden. Bij Unilever eindigde ze als bestuursvoorzitter van Unilever Belgium, een post die ze van september 2007 tot oktober 2011 uitoefende. Vanaf november 2011 werkte ze bij het telecombedrijf Belgacom, de toenmalige naam van Proximus. In 2012 werd ze er directeur private markt. Op 9 januari 2014 werd ze aangesteld met een mandaat van zes jaar als CEO van de maatschappij, in opvolging van Didier Bellens, die op 15 november 2013 was ontslagen wegens belangenconflicten. Leroy was voorstander van een gedeeltelijke privatisering van Proximus, zodat de Belgische staat niet langer de meerderheid van de aandelen zou bezitten. Ze behaalde positieve resultaten in de eerste jaren van haar mandaat. In 2015 werd ze verkozen tot Manager de l'Année, de Franstalige tegenhanger van de prijs Manager van het Jaar van Trends toegekend door Trends-Tendances.
Leroy zetelde ook als onafhankelijk bestuurder in de raad van bestuur van Lotus Bakeries van 2009 tot mei 2018. Vanuit de Proximus Groep maakte ze ook deel uit van de raden van bestuur van Scarlet en Tango.

### Overstap naar KPN
Op 5 september 2019 werd bekendgemaakt dat Leroy de overstap van Proximus naar de Nederlandse telecomprovider en concurrent KPN zou maken. Daar zou ze per 1 december 2019, net als bij Proximus, aan de slag gaan als CEO. De definitieve benoeming zou volgen in een bijzondere aandeelhoudersvergadering, waarvan de datum nog moest worden vastgesteld. Na de aankondiging eisten de vakbonden bij Proximus van Stefaan De Clerck, de voorzitter van de raad van bestuur van Proximus, dat Leroy onmiddellijk zou opstappen. Omdat Leroy overstapte naar een concurrent van Proximus vreesden de vakbonden namelijk dat ze vertrouwelijke en strategische informatie van het bedrijf zou meenemen. Enkele dagen na de aankondiging braken er spontane stakingen uit bij Proximus, waarop de vakbonden aan de directie van Proximus vroegen om een sociaal bemiddelaar aan te stellen. Uiteindelijk kwamen de raad van bestuur en Leroy overeen dat ze al op 20 september zou opstappen in plaats van op 1 december. Sandrine Dufour, de financieel directeur van Proximus, werd aangesteld als CEO ad interim.

### Handel met voorkennis
Naar aanleiding van Leroy's aangekondigde vertrek opende de Belgische beurstoezichthouder FSMA ook een onderzoek naar eventuele handel met voorkennis door Leroy. Een maand voor haar vertrek (op 25 juli) had zij namelijk 10.840 Proximusaandelen verkocht voor 285.342,40 euro; de eerste noemenswaardige aandelentransactie van Leroy in minstens drie jaar. De FSMA liet weten dat een onderzoek naar aandelentransacties zoals die van Leroy "een standaardprocedure was". Leroy zelf ontkende dat er sprake was van handel met voorkennis en stelde dat haar aandelenverkoop al beslist was voor ze besloot over te stappen naar KPN. Op 19 september 2019 werden door het Brusselse gerecht huiszoekingen uitgevoerd bij Leroy thuis en in haar kantoor bij Proximus. Daarmee raakte bekend dat naast de FSMA ook het gerecht een onderzoek voerde naar eventuele handel met voorkennis door Leroy. Een dag later werd bovendien bekendgemaakt dat Leroy al in juni 2019 was benaderd door KPN met betrekking tot een topfunctie voor haar bij het bedrijf, waarop ze in eerste instantie niet inging. Eind juli 2019 voerde ze alsnog een formeel gesprek met KPN, wat daarmee een sollicitatie werd. De VEB drong naar aanleiding van de onderzoeken aan om de bijzondere aandeelhoudersvergadering op 28 oktober, waarop Leroy zou worden voorgesteld, uit te stellen tot er duidelijkheid was of Leroy een strafbaar feit pleegde. KPN zag bij nader inzien af van haar benoeming om imagoschade te voorkomen.
Later in 2019 werd ze adviseur bij consultant Bain & Company. Naar eigen zeggen gaat het om een rol waarin ze hooguit een dag per maand actief zal zijn. In april 2020 werd bekend dat Leroy ook als adviseur voor het durffonds Ergon aan de slag gaat.
In mei 2020 werd Leroy formeel in verdenking gesteld voor handel met voorkennis door de onderzoeksrechter. Eind juni 2020 sloot Leroy een minnelijke schikking met de FSMA in de zaak waarbij ze zich akkoord verklaarde 107.841 euro te betalen. Later sloot ze ook een minnelijke schikking van 80.000 euro (plus een aantal kosten) met het gerecht, die zou worden afgetrokken van het bedrag dat ze aan de FSMA moet betalen. Daarmee vermeed ze dat het tot een strafproces voor de rechtbank zou komen.

## Privé
Leroy loopt in haar vrije tijd marathons.